# Taquelote II
Taquelote II (Takelot) foi um rei da XXII dinastia egípcia sucedeu a seu pai Osocor II em 850 a.C. e reinou até 825 a.C. teve um reinado bastante conturbado tendo os senhores feudais ganho muito poder. Conseguiu no entanto manter a estabilidade no sul do reino, onde Nimlot, seu meio irmão se encontrava no poder em Tebas como Sumo Sacerdote de Ámon. 
Nimlot consolidara a sua posição avançando em direcção ao norte até à cidade de Heracleópolis e colocando no poder à frente daquela cidade o seu filho Ptahuedjankhef.
Ainda para reforçar o seu poder casou a sua filha Caromama II com Taquelote II, consolidando assim uma ligação entre o norte e o sul, tornando-se sogro do seu meio irmão.
Karomama II terá sido enterrada em Tebas, uma vez que apareceram algumas suas figuras uchabti de vidrado verde provenientes de Tebas.
No ano 11 do reinado de Taquelote II surgiram problemas a este monarca com a morte de Nimlot, pois surgiu a questão da sua sucessão no lugar de Sumo Sacerdote de Ámon o que causou guerra aberta.
Tebas, conduzida por um Horsaisis que pretendia descender do rei seu homónimo,e se revoltou contra a escolha de Taquelote II: o seu filho, o príncipe Osocor.
Ptahuedjankhef, governador em Heracleópolis, deu apoio à decisão de Taquelote II, garantindo ao príncipe Osocor uma rota fácil para o sul, passando pelo seu território e fortaleza.
Os rebeldes, apanhados foram aniquilados, os seus chefes executados, e os seus corpos queimados para impedir a sua vida no além.
A paz durou pelos 4 anos seguintes, até que no ano 15 do reinado de Taquelote II o Egito foi de novo avassalado por uma guerra civil. Esta guerra durou quase 10 anos.
Quando Taquelote II morreu foi enterrado em Tânis, onde o seu sarcófago foi encontrado por Pierre Montet, num caixão que tinha sido reutilizado na antecâmara do túmulo de Osocor II, seu pai.
O príncipe herdeiro Osocor não sucedeu seu pai no trono do Egipto, dado que o seu irmão mais novo Chechonq tomou o poder e se proclamou faraó.

## Titulatura
| G39 | N5 · Z1 |

| G39 | N5 · Z1 |

|                         |                |         |    |           |                |     |
| \| \| \| \| \| \| \| \| |                |         |    |           |                |     |
|                         |                |         |    |           |                |     |
| M17                     | Y5 · N35 · N36 | H8 · Z1 | Q1 | V13 · V31 | D21 · Z1 · N17 | U33 |

| M17 | Y5 · N35 · N36 | H8 · Z1 | Q1 | V13 · V31 | D21 · Z1 · N17 | U33 |

|                         |                |         |    |           |                |     |
| \| \| \| \| \| \| \| \| |                |         |    |           |                |     |
|                         |                |         |    |           |                |     |
| M17                     | Y5 · N35 · N36 | H8 · Z1 | Q1 | V13 · V31 | D21 · Z1 · N17 | U33 |

| M17 | Y5 · N35 · N36 | H8 · Z1 | Q1 | V13 · V31 | D21 · Z1 · N17 | U33 |

|                         |                |         |    |           |                |     |
| \| \| \| \| \| \| \| \| |                |         |    |           |                |     |
|                         |                |         |    |           |                |     |
| M17                     | Y5 · N35 · N36 | H8 · Z1 | Q1 | V13 · V31 | D21 · Z1 · N17 | U33 |

| M17 | Y5 · N35 · N36 | H8 · Z1 | Q1 | V13 · V31 | D21 · Z1 · N17 | U33 |

|                         |                |         |    |           |                |     |
| \| \| \| \| \| \| \| \| |                |         |    |           |                |     |
|                         |                |         |    |           |                |     |
| M17                     | Y5 · N35 · N36 | H8 · Z1 | Q1 | V13 · V31 | D21 · Z1 · N17 | U33 |

| M17 | Y5 · N35 · N36 | H8 · Z1 | Q1 | V13 · V31 | D21 · Z1 · N17 | U33 |

| M23 · X1 | L2 · X1 |

| M23 · X1 | L2 · X1 |

|                         |    |    |                |    |     |     |
| \| \| \| \| \| \| \| \| |    |    |                |    |     |     |
|                         |    |    |                |    |     |     |
| N5                      | S1 | L1 | N5 · U21 · N35 | R8 | S38 | R19 |

| N5 | S1 | L1 | N5 · U21 · N35 | R8 | S38 | R19 |

|                         |    |    |                |    |     |     |
| \| \| \| \| \| \| \| \| |    |    |                |    |     |     |
|                         |    |    |                |    |     |     |
| N5                      | S1 | L1 | N5 · U21 · N35 | R8 | S38 | R19 |

| N5 | S1 | L1 | N5 · U21 · N35 | R8 | S38 | R19 |

|                         |    |    |                |    |     |     |
| \| \| \| \| \| \| \| \| |    |    |                |    |     |     |
|                         |    |    |                |    |     |     |
| N5                      | S1 | L1 | N5 · U21 · N35 | R8 | S38 | R19 |

| N5 | S1 | L1 | N5 · U21 · N35 | R8 | S38 | R19 |

|                         |    |    |                |    |     |     |
| \| \| \| \| \| \| \| \| |    |    |                |    |     |     |
|                         |    |    |                |    |     |     |
| N5                      | S1 | L1 | N5 · U21 · N35 | R8 | S38 | R19 |

| N5 | S1 | L1 | N5 · U21 · N35 | R8 | S38 | R19 |

| G5 |

| G5 |

| E2 | D40 | N28 | G17 | R19 | X1 · O49 |

| E2 | D40 | N28 | G17 | R19 | X1 · O49 |

| E2 | D40 | N28 | G17 | R19 | X1 · O49 |

| E2 | D40 | N28 | G17 | R19 | X1 · O49 |

| E2 | D40 | N28 | G17 | R19 | X1 · O49 |

| E2 | D40 | N28 | G17 | R19 | X1 · O49 |

| E2 | D40 | N28 | G17 | R19 | X1 · O49 |

| E2 | D40 | N28 | G17 | R19 | X1 · O49 |